# Otting
Otting ist eine Gemeinde im schwäbischen Landkreis Donau-Ries.

## Geografie
Das Juradorf liegt in der Planungsregion Augsburg zwischen Wemding und Monheim.
Es gibt vier Gemeindeteile (in Klammern ist der Siedlungstyp angegeben):
- Dattenbrunn (Weiler)
- Henthalhof (Einöde)
- Otting (Pfarrdorf)
- Weilheimerbach (Weiler)

Es gibt nur die Gemarkung Otting.

## Besonderheiten

### „Pumperhöhle“
Die Pumperhöhle von Otting ist ein Zeugnis vergangener Zeit. Vor der Höhle, die etwa 240 Meter lang sein soll, liegt Geröll aus Dolomit. Nach einigen Windungen kommt eine Stelle mit mittelgroßen Tropfsteinen. Die Höhle weist zisternenartige Tiefen auf, in denen Wasser rauscht. Hinter der ersten Höhle wurde auch eine zweite und dritte mit circa 10 m² Fläche und vier Meter Höhe entdeckt. In eine vierte und weitere Höhle kann man nur liegend eindringen.
Reste einer alten Opferstelle in der Nähe der Pumperhöhle geben einen Hinweis auf Menschen, die vor langer Zeit vielleicht in der Höhle gewohnt, in der Umgebung gejagt und ihre Götter verehrt haben.

### Suevit-Steinbruch
Otting besitzt eine erdgeschichtliche Besonderheit, nämlich Suevit. Dieses vulkanische Gestein kam bei der Entstehung des Rieskessels durch einen Meteoriteneinschlag auf den Jura.
Im August 1970 befanden sich die vier Astronauten Shepard, Mitchell, Engle und Cernan im Suevit-Steinbruch Otting, um ihre Kenntnisse über das Mondgestein zu vertiefen. Im Jahre 1976 wurden Forschungsbohrungen für die US-Weltraumbehörde NASA durchgeführt. Nach dem erfolgreichen Abschluss des Apollo-14-Unternehmens bestätigte es sich, dass die geologische Struktur des Trümmerfeldes im Fra-Mauro-Krater des Mondes mit der des Rieskessels, zu dem auch der Ottinger Steinbruch gehört, übereinstimmt.
Im Mai 1977 ließ die NASA weitere geologische Untersuchungen im Suevit-Steinbruch vornehmen. Unter der Leitung des amerikanischen Geologen Chao und dem Freiburger Geologen Hüttner wurde ein neuerliches wissenschaftliches Modell erstellt. Durch eine Tiefbohrung stieß man in einer Tiefe von 58,29 Metern wieder auf das Urgestein des Jura. Die gesamten Bohrkerne wurden in Kisten verpackt und in die USA zum Raumforschungslaboratorium transportiert. Wie damals Beteiligte erklärten, ist stark anzunehmen, dass man bei einer Weiterbohrung auf ein heißes, mineralhaltiges Wasser gestoßen wäre, da durch die Eruption vor etwa 14,8 Millionen Jahren unterirdische Aushöhlungen entstanden sind. Das ehemalige Bürogebäude des Suevit-Steinbruchs ist noch vorhanden. In seiner Nähe steht noch das Pulverhaus, in dem Sprengmaterial gelagert wurde.
Der Suevit-Steinbruch ist heute im Besitz der Märker Zementwerk Harburg GmbH. Die Firma gewinnt den Suevit zur Herstellung von Zement und Suevitkalk.

### Viereckschanze Alleho
Im Waldstück Alleho fand man eine Viereckschanze aus der Keltenzeit. Die Kelten waren die Bewohner der Rieser Gegend, bevor im Jahre 15 n. Chr. die Römer kamen. Von ihnen zeugen neben gefundenen Gräbern, Werkzeugen, Waffen und Schmuck, gerade auch solche Viereckschanzen. Das waren vermutlich Tempelanlagen oder auch Wohnstätten, die durch Wall und Graben Schutz boten.
Vom einzigen Tor führte ein gerader Weg bis in die Mitte der Schanze. Am Ende des Weges kann sich das Heiligtum befunden haben. Wahrscheinlich besteht auch ein Zusammenhang mit nahen Bestattungsfeldern. Die Viereckschanze von Alleho liegt mitten in einem Grabhügelfeld.

## Geschichte

### Ottinger Frühgeschichte
Zwischen Wemding und Monheim liegt das Juradorf Otting, Auf der Ottinger Flur dehnte sich einst – vor Millionen von Jahren – in der sogenannten Jurazeit ein weites Meer aus. Steinerne Zeugen dieses Meeres sind die aus seinen Ablagerungen gebildeten Gesteinsschichten des Jura, die am Bahneinschnitt bei der Station Otting-Weilheim zutage treten.
Aber auch Kräfte von außen, nämlich ein Meteoriteneinschlag im Rieskessel, haben den Boden gestaltet. Daraus entstand auch der „Ottinger Suevit“, wie man ihn im Suevitbruch von Otting vorfindet. Dieser Suevit besteht aus Auswurfasche mit eingelagerten Bomben oder Fladen kleinen Ausmaßes. Zeuge dieser gewaltigen Kräfte ist die Schlifffläche auf einem Kalksteinfelsen am Bahneinschnitt nördlich des Bahnhofes Otting-Weilheim. Diese Überschiebungsfläche zeigt, wie der Riesauswurf von Steinen und Schlamm über den Rand des Rieskessels in diese Gegend geschoben wurde und die Kalksteinfelsen in westlicher Richtung ritzte. Die Schlifffläche steht als Naturdenkmal unter Naturschutz.
Im 3. bis 6. Jahrhundert, zur Zeit der Völkerwanderung, kamen die schwäbischen (alemannischen) Bauern aus dem Norden ins Land (schwäbische Landnahme). Aus dieser Zeit stammen die Anfänge der ältesten Dörfer der Umgegend. Sie sind gekennzeichnet durch ihre Ortsnamen auf „-ingen“, z. B. Mertingen, Genderkingen. Auch Otting gehört dazu. Jedoch gibt keine Urkunde über die Entstehung des Dorfes Aufschluss. Der Ortsname „Ottingen“ kommt urkundlich um 1060 vor (etwa ab 1340 lautet die Schreibweise „Otting“). Man kann aber aus der ältesten urkundlich überlieferten Form des Ortsnamens, nämlich „Ottingen“ schließen, dass es sich um eine schwäbische Siedlungsgründung aus der Zeit der Landnahme, etwa um die Mitte des ersten Jahrtausends, handelt. Der Ortsname lässt sich wohl von dem Eigennamen „Otto“ ableiten.
Die Entstehung Ottings ist am wahrscheinlichsten dem Umstand zu verdanken, dass sich hier an der Stelle des Meierhofes nahe beim Möhrenbach wegen der günstigen Wasserversorgung ein schwäbischer Anführer namens Otto ansiedelte. Um diesen Hof herum entstanden die Häuser seiner Gefolgsleute.
Die Markung des Urdorfes war groß, so dass auf ihr in der Folgezeit weitere Niederlassungen entstanden, nämlich Henthalhof (Hof des Handilo oder Sumpftal), Dattenbrunn (starke Quelle) und Weilheimerbach.

### Otting seit der Zeit der Staufer

Wappen der Familie von Otting

Eine mittelalterliche Burg zu Otting ist vermutlich in der Stauferzeit, im 11. bis 12. Jahrhundert, entstanden. In Urkunden von 1395 und 1432 ist die Burgkapelle St. Georg erwähnt. Seit 1245 ist ein ansässiger Ortsadel nachweisbar. Die Ritter von Otting waren Ministerialen der Grafen von Graisbach. Auch bekleidete das Geschlecht derer von Otting die Erbkämmerer-Würde des Bistums Eichstätt.
Ein Wappensiegel des Kunrad von Otting aus dem Jahr 1578 zeigt den Heroldsschild der Herren von Otting: der Schild gespalten in Silber und Schwarz und mit einem schmalen goldenen Balken belegt.
Seit etwa 1300 erscheinen die Ottinger auch als Herren zu Tagmersheim, wo sie sich die neue Wasserburg Tagmersheim bauten. Ihre Stammburg Otting verkauften sie um 1570 an die Ritter von Wemding. Der wildeste Spross des Rittergeschlechts war Eucharius von Otting (gest. 1520), der in der Zeit des Verfalls des Rittertums als Raubritter gefürchtet war. Zu seinen Schlupfwinkeln gehörten die 1523 vom Schwäbischen Bund zerstörten Burgen Tagmersheim und Emskeim. Das Ottinger Adelsgeschlecht starb 1578 mit Moritz Heinrich von Otting, gesessen zu Tagmersheim, aus.
1542 bis 1618 war Otting protestantisch. Im Lauf des 17. Jahrhunderts muss die alte Burg Otting verfallen oder im Dreißigjährigen Krieg zerstört worden sein, denn das Wallfahrtsbild (um 1705) der Schlosskapelle zeigt im Hintergrund die Ruine der mittelalterlichen Burg, an die heute nur noch Flurnamen und der Burgstall östlich von der Schlosskapelle erinnern. Erhalten hat sich die Sage, dass von der Burg aus eine unterirdische Verbindung mit der Pumperhöhle bestanden habe. Während des Dreißigjährigen Krieges wohnte zeitweilig nur noch eine Familie in Otting, die anderen Bewohner waren nach Wemding oder Monheim geflohen. 1648 kehren die meisten Einwohner nach Otting zurück.

### Einwohnerentwicklung
Zwischen 1988 und 2018 wuchs die Gemeinde von 676 auf 779 um 103 Einwohner bzw. um 15,2 %.
- 1961: 662 Einwohner
- 1970: 709 Einwohner
- 1987: 678 Einwohner
- 1991: 683 Einwohner
- 1995: 722 Einwohner
- 2000: 759 Einwohner
- 2005: 803 Einwohner
- 2010: 767 Einwohner
- 2015: 787 Einwohner

## Politik

### Bürgermeister
Bürgermeister ist Wolfgang Lechner (Freie Wählergruppe/Arbeiter). Er wurde im Jahr 2020 Nachfolger von Johann Bernreuther (Freie Wählergruppe/Arbeiter).
Bürgermeister der Gemeinde Otting:
- Karl Böll, 1876–1881
- Georg Seelmayer, 1882–1887
- Karl Böll, 1888–1893 (zweite Amtszeit)
- Johann Mayer, 1894–1911
- Johann Seelmayer, 1912–1919
- Matthias Vogel, 1919–1924
- Michael Rupp, 1924–1933
- Johann Gruber, 1933–1945 (NSDAP)
- Rupert Felber, 1945–1946 (CSU)
- Kaspar Waidhaußer, 1946–1952 (CSU)
- Kaspar Rupp, 1952–1956 (CSU)
- Karl Häfelein, 1956–1984 (CSU)
- Wolfgang Seefried, 1984–1990 (Freie Wähler)
- Walter Bayerle, 1990–2002 (Freie Wähler)
- Johann Bernreuther, 2002–2020 (Freie Wähler)
- Wolfgang Lechner, ab 2020 (Freie Wähler)

Besonders hervorzuheben ist Karl Häfelein, der Otting im Zuge der großen Flurbereinigung die Unabhängigkeit bewahrte (vgl. Gebietsreform). Er wurde 1983 für seine Verdienste um die kommunale Selbstständigkeit mit dem Bundesverdienstkreuz ausgezeichnet und war bis zu seinem Tod im Jahre 2001 Ehrenbürger und Altbürgermeister der Gemeinde. Er war zudem der letzte CSU-Bürgermeister in Otting.

### Gemeinderat
Der Gemeinderat hat acht Mitglieder zuzüglich des Ersten Bürgermeisters. Sowohl bei der Wahl vom 16. März 2014 wie bei der Wahl vom 15. März 2020 erreichten die CSU wie die Freie Wählergruppe / Arbeiter Otting jeweils vier Sitze.

## Wappen
| Wappen von Otting | Blasonierung: „Gespalten von Schwarz und Silber; hinten ein gestürztes schwarzes Schwert mit goldenem Griff und goldener Parierstange; im Ganzen überdeckt mit einem durchgehenden schmalen goldenen Balken.“ |
| Wappen von Otting | Wappenführung seit 1967. |

## Kultur und Sehenswürdigkeiten

### Das Ottinger Schloss
Von 1617 bis 1789 wechselte das Schloss Otting oft seine Besitzer. 1707 ist Carl Johann Freiherr von Westernach erwähnt; er berichtete dem Fürstbischöflichen Vikariat den Brand der Schlosskapelle.

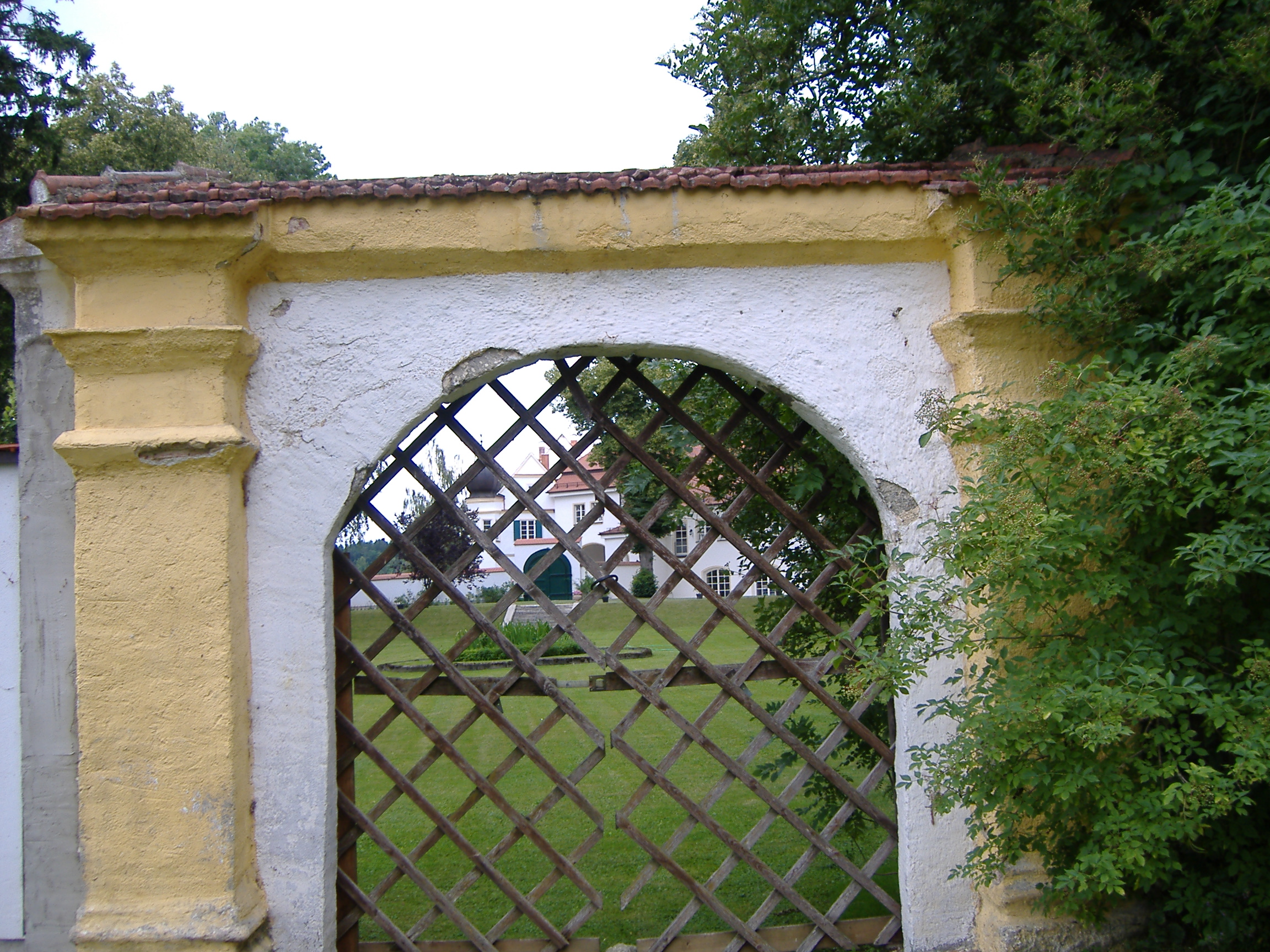
Blick auf und durch die Schlossmauer

Weitere Besitzer des Schlosses und der Hofmark waren:
1651 Wilhelm Konrad, Schenk von Staufenberg;
1664 seine Gemahlin Katharina, geborene von Hundpiß zu Waltrams;
1672 Franz Joseph Frh. v. Freyberg, der zweite Gemahl der Katharina von Hundpiß;
1692 die Freiherren von Westernach;
1761 Ludwig Späth von Zwiefalten;
1765 die Freiherren von Rehling;
1816 Freiherr Karl Friedrich Stephan von Schönfeld (seit 1817 mit dem Titel „Graf von Otting und Fünfstetten“), ein Halbbruder des Königs Max I. von Bayern. Mit ihm kam das Schloss mit seinen Besitzungen wieder in feste Hände.
Heute ist das Schloss zu jeweils einem Teil in Besitz von drei Parteien.
Am 16. Juli 1817 ernannte der bayerische König Maximilian Joseph seinen Halbbruder Freiherr von Schönfeld zum Grafen von Otting und Fünfstetten, nachdem er schon am 29. Juli 1813 in den bayerischen Freiherrenstand erhoben wurde.
Baron Schönfeld erwarb im Sommer 1811 durch Vermittlung des Johann Adam Graf von Reisach (1765–1820), Landrichter in Monheim, und auf Rat seines Schwagers Egloffstein die Güter von Otting und Fünfstetten. Besitzer war damals Franz Joseph Freiherr von Rehlingen. Der Kaufpreis betrug 116.000 Gulden.
Die Hofmark Otting: Dieses Gut bestand aus einem Schloss, einer Amtsdienerwohnung, einer Kapelle und dem Zehentstadel. An das Schloss sind die Stallungen angebaut.
Die Wohnung für die Hofbauleute befindet sich im unteren Stockwerk des Schlosses. Der sehr große Stadel für Ökonomie steht getrennt von den anderen Gebäuden. Dazu gehört ein großer, schöner Garten und ein erst 1817 ganz neu erbautes Bräuhaus mit dem erforderlichen Sommerkeller.

### Die Schlosskapelle Mater dolorosa

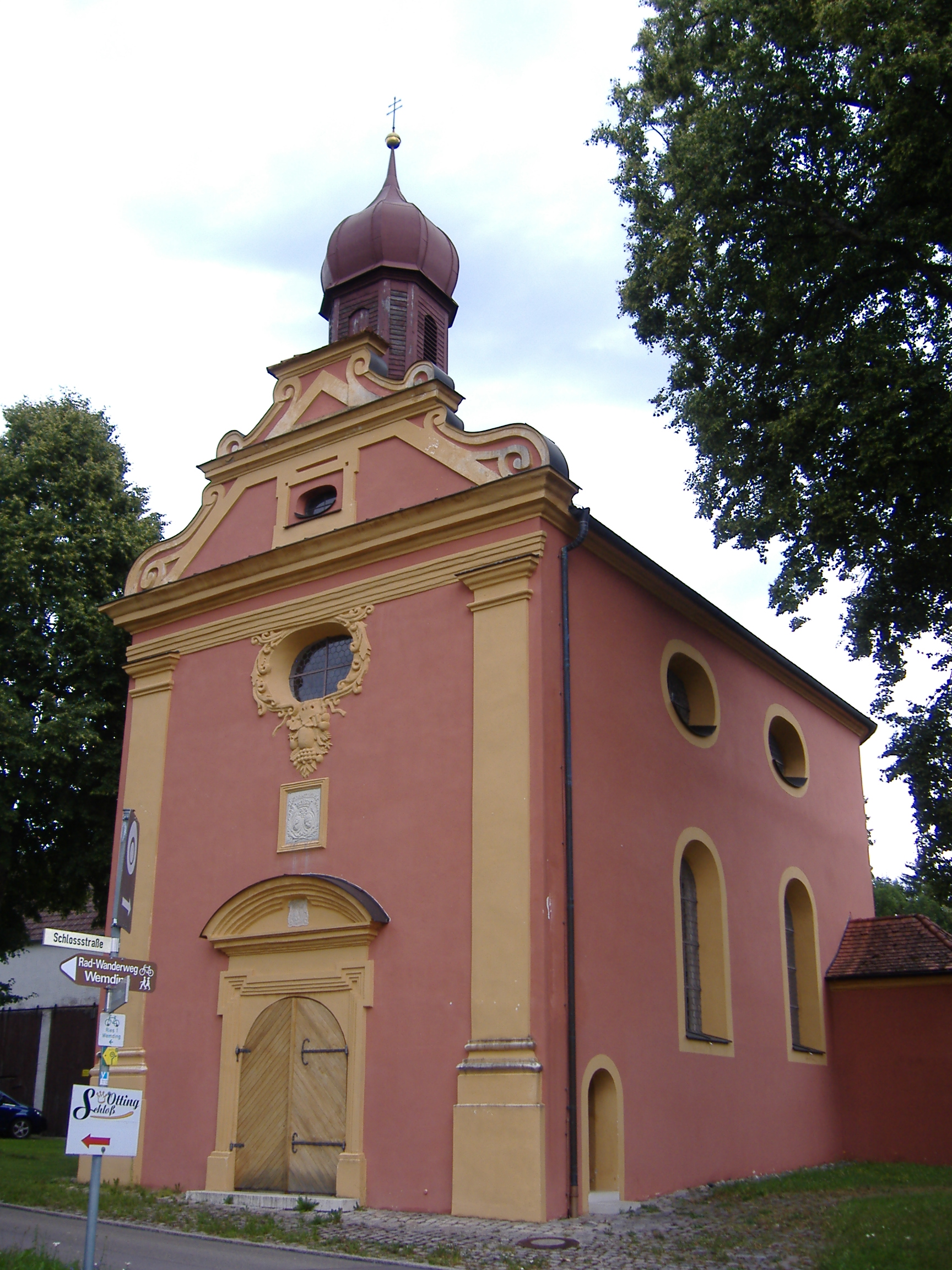
Schlosskapelle Mater dolorasa

Die Schlosskapelle Mater dolorosa, von 1930 bis 2022 Eigentum der Pfarrei Otting und seitdem im Besitz der politischen Gemeinde Otting, war bis zum 19. Jahrhundert eine vielbesuchte Wallfahrtskirche.
Der heutige, inzwischen renovierte Bau geht auf das Jahr 1704 zurück. Im Innern überrascht die barocke Stuckumrahmung der Sakristeitür. Der barocke Hochaltar von 1705 birgt in einer Nische das kunstgeschichtlich bedeutende Gnadenbild, ein wertvolles, holzgeschnitztes Vesperbild (Pieta um 1590). wappengeschmückte Grabsteine aus dem 18. Jahrhundert erinnern an frühere Hofmarksherren (Freiherren von Westernach und von Rehlingen).
Das Grabmal der gräflichen Familie von Otting und Fünfstetten stammt aus der Zeit nach 1854. Grafen von Otting und Fünfstetten gibt es erst seit dem Jahre 1817. Am 16. Juli 1817 wurde Freiherr Karl Friedrich Stephan von Schönfeld, der 1811 das Schloss Fünfstetten und 1816 das Schloss Otting erworben hatte, vom bayerischen König Max Josef, seinem Halbbruder, in den Grafenstand erhoben unter Verleihung des Namens „von Otting und Fünfstetten“.

### Pfarrkirche St. Richard
Eine erste, frühe Kirche mit dem Schutzpatron St. Richard wurde in Otting zwischen 1057 und 1075 geweiht. Das Kirchenpatrozinium der Urpfarre weist auf Beziehungen der Ottinger Kirche zum Bistum Eichstätt hin, ebenso zum Kloster Heidenheim. 
Der älteste, geschichtlich nachweisbare Pfarrer von Otting, ein Ordensgeistlicher von Heidenheim am Hahnenkamm, wird 1150 erwähnt und hieß Ilsung. Er brachte aus Lucca in Italien um 1150 Reliquien des heiligen Richard nach Otting.
Der quadratische Unterbau des Turmes gehört wohl noch dem 14. Jahrhundert an. Die Kirche selbst dürfte in der zweiten Hälfte des 15. Jahrhunderts erbaut, also spätgotisch sein. Im Dreißigjährigen Krieg wurde die Kirche anscheinend beschädigt und 1643 wieder aufgebaut. Die Sakristei stammt aus dem Barock.

## Wirtschaft und Infrastruktur

### Wirtschaft einschließlich Land- und Forstwirtschaft
2017 betrugen die Gemeindesteuereinnahmen 480.000 €, davon waren 77.000 € (netto) Gewerbesteuereinnahmen. Größter Einnahmeposten war der Gemeindeanteil an der Einkommensteuer mit 333.000 €.
2017 gab es in der Gemeinde 37 sozialversicherungspflichtige Arbeitsplätze. Von der Bevölkerung standen 334 Personen in einer versicherungspflichtigen Beschäftigung. Die Zahl der Auspendler war damit um 297 höher als die der Einpendler.
2016 gab es 16 landwirtschaftliche Betriebe, 1999 waren es noch 29. Von der Gemeindefläche waren 694 ha landwirtschaftlich genutzt, davon 432 ha Ackerfläche und 262 ha Dauergrünfläche.

### Verkehr
Der Bahnhof Otting-Weilheim liegt zwischen Otting und dem nahen Monheimer Ortsteil Weilheim an der Bahnstrecke Donauwörth–Treuchtlingen.

### Bildung
2018 gab es folgende Einrichtungen:
- Kindertagesstätte mit zwei Gruppen, 50 Plätzen und 29 betreuten Kindern

## Sonstiges
Der Sohn des Grafen Karl Friedrich Stephan von Otting, Fünfstetten und Schönfeld (1767–1834) aus erster Ehe, Karl August Graf von Otting und Fünfstetten, königlich-bayerischer Rittmeister und Ritter der französischen Ehrenlegion, starb am 26. Dezember 1821 im Alter von 28 Jahren an den Folgen des Russlandfeldzuges 1812. Er wurde mit militärischen Ehren in der Totengruft der Schlosskapelle Otting als erstes Mitglied der gräflichen Familie vom Ortsgeistlichen H. H. Pfarrer Fischer beigesetzt.
Zu den Trauerfeierlichkeiten weilte der erste bayerische König Maximilian I. Joseph mit seinem Hofstaat in Otting. Der Verstorbene Karl August Graf von Otting und Fünfstetten war der Neffe des Monarchen (Vater Carl Friedrich Stephan war ein außerehelicher Sohn von Friedrich Michael von Pfalz-Birkenfeld und Halbbruder des Königs).